# Torsten Cegrell
Torsten Bengt Gunnar Cegrell, född den 27 april 1945 i Helsingborg, är svensk professor emeritus (sedan 2012) i elektroteknik vid Kungliga Tekniska högskolan. Han blev civ.ing. vid LTH (E) 1968, tekn.dr. 1976 och docent i reglerteknik 1977 vid CTH. 
År 1968 började han arbeta på ASEA, och 1972 arbetade han med ett datorbaserat system för att styra och övervaka det svenska elkraftssystemet, kallat TIDAS. Cegrell hade då kontakt med den amerikanske datavetaren Leonard Kleinrock som arbetade med ARPANET, som är en föregångare till internet. TIDAS inspirerades inledningsvis av ARPANET genom att det låg i ett decentraliserat nätverk och delade upp datainformationen i paket som skickades olika vägar i nätverket. ARPANETS filer hade ofta felaktigheter på grund av vägval och uppdelning, så kallad routing, och när systemet skalades upp för att anpassas till TIDAS blev felprocenten för stor. Torsten Cegrell löste detta genom att införa ett för tiden nytt begrepp; split horizon, vilket ledde till att de kunde bygga en robust och stabil routingmekanism. Torsten Cegrell sökte 1973 patent för lösningen genom sin arbetsgivare men det visade sig vara för dyrt, och ansågs det ligga för långt bort från Aseas kärnverksamhet. Hans förbättringar kom dock sedan att implementeras av ARPANET och blev sedermera grundläggande för internet. Torsten Cegrell har själv kallat TIDAS för världens första kommersiella internet. Systemet var helt satt i drift 1975 och kallas i dag för Driftdatanätet och ägs av Svenska Kraftnät. Det bygger fortfarande på samma principer och programvara som när det startades.
Han började en akademisk karriär på Chalmers parallellt med sitt arbete på ASEA och blev professor för den nystartade institutionen Electronic Systems Engineering  1978. År 1989 grundade han institutionen Industrial Information and Control Systems och inledde sin professur vid Kungliga Tekniska Högskolan.
Torsten Cegrell arbetade 1968–1989 på ASEA/ABB i Västerås i olika befattningar. Åren 1978–1989 var han verksam som professor i elektronisk systemteknik på CTH för att 1989–2012 verka som professor i industriella informations- och styrsystem på KTH. 
Torsten Cegrell har utgivit två böcker: Power System Control Technology (1986) och Industriella Styrsystem (1994). 
Han har skrivit i tillämpad reglerteknik, industriella styr- och övervakningssystem, industriella IT-system och management av komplexa industriella system. Han är ledamot av IVA sedan 1985 och Fellow i IEEE sedan 1989.  
2001 mottog Torsten Cegrell IVA:s Guldmedalj med motiveringen "för att genom en kombination av industriella och akademiska insatser, präglade av visionärt synsätt och ingenjörsmässighet i tillämpningarna, i hög grad ha bidragit till den exceptionella utvecklingen inom området industriella informations- och styrsystem (industriell IT)".  
Torsten Cegrell har under åren suttit i flera styrelser för svenska företag och han har varit rådgivare till många företagsledningar runt om i världen.  
KTH instiftade 2007 ett pris i Industrisamverkan för att uppmärksamma och premiera goda insatser för att främja en djup och nära samverkan mellan industri och akademi. Priset kallas KTH:s Guldmedalj i Industrisamverkan och utgörs av en guldmedalj och en större penningssumma som knyts till pristagaren. Priset har delats ut årligen sedan instiftandet 2007. Torsten Cegrell är initiativtagare till priset då han under sin långa professorsgärning byggt hela sin akademiska verksamhet på ett djupt och nära samarbete med industrin för att fånga upp verkliga och ingenjörsmässiga problem som framgångsrikt omsatts till ingenjörsmässighet i både grundutbildningen och forskningen. Det var för att fästa fokus på denna viktiga insikt, ett djupt samarbete med industrin, och för att stimulera och premiera goda individulla insatser som KTH instiftade priset. Torsten Cegrell har också sett till att priset har fått en långsiktig finansiering och det är också han som designat medaljen.    